# Aramidy
Aramidy – grupa polimerów, rodzaj poliamidów włóknotwórczych. Ich cechą charakterystyczną jest występowanie w ich łańcuchach głównych ugrupowań aromatycznych. Niektóre aramidy zawierają między wiązaniami amidowymi tylko grupy aromatyczne, inne zaś zawierają też ugrupowania alifatyczne. Czym więcej w jego strukturze ugrupowań aromatycznych, tym większa odporność mechaniczna, termiczna i pożarowa, ale spada też rozpuszczalność, co powoduje wzrost trudności przy przetwarzaniu.
Aramidy jako włókna posiadają znacznie wyższą odporność na rozciąganie niż pozostałe poliamidy. Wynika to z dwóch faktów: 
- układ następujących po sobie ugrupowań aromatycznych i wiązań amidowych tworzy strukturę o dużej sztywności, ze względu na delokalizację elektronów z orbitali π układów aromatycznych na wiązania amidowe
- sztywne łańcuchy polimeru łatwiej krystalizują i łatwiej porządkują się w trakcie przędzenia, dzięki czemu otrzymane włókna posiadają bardzo uporządkowaną mikrostrukturę.

Z włókien aramidowych produkuje się kamizelki kuloodporne, warstwy zabezpieczające w ubraniach dla strażaków, lotników, kierowców rajdowych i astronautów. Oprócz tego z aramidów produkuje się pręty, z których konstruuje się maszty jachtów, kije narciarskie i inne elementy wymagające dużej odporności mechanicznej. Polimery te w formie cienkich folii wprasowuje się między inne materiały, tworząc laminaty o wysokiej odporności mechanicznej.
Aramid został opracowany w 1965 roku przez Stephanie Kwolek w przedsiębiorstwie DuPont.
Do najbardziej znanych aramidów zalicza się:
- Kevlar poli(fenyleno-1,4-diamid) – DuPont
- Twaron poli(fenyleno-1,4-diamid) – Teijin Twaron
- Nomex poli(fenyleno-1,3-diamid) – DuPont
- Technora – aramidy kopolimer – Teijin Twaron